# Буданцев, Александр Васильевич
Александр Васильевич Буданцев — советский хозяйственный, государственный и политический деятель. Заслуженный работник жилищно-коммунального хозяйства РСФСР, почётный строитель города Москвы.

## Биография
Родился в 1912 году в Рязанской губернии. Член КПСС.
Окончил Рязанский строительный техникум.
Участник Великой Отечественной войны: старший инженер инспектор КЭО (квартирно-эксплуатационного отдела) МВО
До 1941 — рабочий-строитель ударной бригады строительства АМО, инженерный работник в строительстве города Москвы.
В 1957 — заместитель заведующего отделом строительства Московского городского комитета КПСС.
В 1959—1960 — председатель исполнительного комитета Советского Совета депутатов трудящихся города Москвы.
В 1960—1963 — председатель исполнительного комитета Фрунзенского Совета депутатов трудящихся города Москвы.
В 1963—1965 — инспектор Комитета народного контроля при ЦК КПСС.
В 1965—1982 — первый заместитель председателя планового комитета Московского городского Совета депутатов трудящихся.
Лауреат Государственной премии СССР.
Член Совета старейшин мэра Москвы. Умер в 2008 году в Москве.

## Награды
- Орден Трудового Красного Знамени (03.09.1971)
- Орден Дружбы народов (16.01.1981)
- Орден Знак Почёта (трижды, в том числе 01.12.1957, 1963)
- Медаль «За победу над Германией» (29.09.1945)
- Медаль «За оборону Москвы»